# ألثيا وارن
ألثيا وارن (بالإنجليزية: Althea Warren)‏ هي أمينة مكتبة أمريكية، ولدت في 18 ديسمبر 1866 في وكغن في الولايات المتحدة، وتوفيت في 19 ديسمبر 1958.